# Kaliemia
Per kaliemia (dal latino kalium, «potassio»), o potassiemia, si intende il livello di potassio nel sangue, che deve essere 3,5-5 milliequivalenti per litro.
Il potassio è un catione prevalentemente intracellulare, contribuendo a regolare l'equilibrio osmotico della membrana, e quindi il volume cellulare. Il suo equilibrio col sodio, altro fondamentale sale, è mantenuto dalla pompa sodio-potassio, che trasporta sodio all'esterno della cellula e potassio all'interno.
L'iperkaliemia, cioè un livello eccessivamente elevato di potassio, si ha in caso di:
- insufficienza renale acuta e cronica
- insufficienza corticosurrenale
- ipoaldosteronismo
- acidosi metabolica e respiratoria
- coma diabetico
- acidosi tubulare renale tipo IV: ipoaldosteronismo iporeninemico
- crisi emolitiche
- ustioni
- ipertermia maligna
- paralisi periodica familiare iperkaliemica
- uso di diuretici risparmiatori di potassio, sali di potassio, ACE inibitori, betabloccanti.

L'ipokaliemia si ha invece in caso di:
- ipercorticosurrenalismo
- iperaldosteronismo
- alcalosi metabolica e respiratoria
- sindrome di Bartter
- acidosi tubulare renale tipi I e II
- nefriti interstiziali croniche
- insufficienza renale
- vomito, diarrea, abuso di lassativi, fistole digestive
- malassorbimento
- Malattia di Westphal
- uso di diuretici tiazidici, diuretici dell'ansa, cortisonici, fenotiazine, insulina.